# Келли, Марк Эдвард
Марк Эдвард Келли (англ. Mark Edward Kelly; род. 21 февраля 1964, Ориндж, Нью-Джерси) — американский астронавт и политик. Сенатор от штата Аризона со 2 декабря 2020 года, представляет Демократическую партию.
Келли имеет брата-близнеца — Скотта Келли, который также состоял в отряде астронавтов.

## Образование
Марк Келли окончил среднюю школу в 1982 году в Уэст-Ориндже, штат Нью-Джерси. В 1986 году Келли окончил с отличием Академию торгового флота США и получил степень бакалавра в области морской инженерии и навигации. Академия торгового флота США — одна из пяти военных академий США, которая готовит специалистов торгового флота и находится в Кингс-Пойнте, штат Нью-Йорк. Келли изучал кораблестроение, морской транспорт, навигацию и морское право. Степень магистра Келли получил в 1994 году после окончания Военно-Морской школы США (U.S. Naval Postgraduate School).

## Карьера морского лётчика
В 1987 году Келли прошёл лётную подготовку на штурмовике А-6 «Интрудер» и стал морским лётчиком. Келли проходил службу в Японии на авианосце «Мидуэй». В 1989 году авианосец «Мидуэй» отправился в Персидский залив, где обеспечивал охрану нефтяных танкеров. В 1991 году авианосец участвовал в военной операции «Буря в пустыне», Келли выполнил 39 боевых вылетов.
Келли имеет более 3500 часов налёта на самолётах более 40 типов, и совершил более 375 посадок на авианосец.

## Карьера астронавта
Келли, вместе со своим братом-близнецом Скоттом Келли, был отобран в группу подготовки астронавтов в мае 1996 года. С августа 1996 года Келли проходил двухлетнюю космическую подготовку. Осенью 1998 года Келли стал пилотом шаттла. Первый космический полёт в качестве пилота шаттла «Индевор» STS-108, Келли совершил в 2001 году. Полёт продолжался 12 суток. Второй полёт Келли совершил в июле 2006 года на шаттле «Дискавери» STS-121.
Третий полет Марк Келли совершил в качестве командира экипажа шаттла «Атлантис» STS-124, который весной 2008 года доставил вторую часть японского модуля «Кибо» к МКС.
Назначен командиром финального полета шаттла «Индевор» STS-134. Изначально предполагалось, что в феврале 2011 года Марк встретит на МКС своего брата-близнеца Скотта, который улетел на МКС 8 октября 2010 года на корабле Союз ТМА-01М. В связи с тем, что старт «Индевор» STS-134 был перенесён на 29 апреля 2011 года, а Скотт вернулся на Землю 16 марта 2011, встреча братьев на орбите не состоялась. Полёт прошёл с 16 мая по 1 июня 2011 года.
В общей сложности, за четыре космических полёта Марк Келли провёл в космосе 54 дня 1 час 2 минуты (1297 часов 2 минуты).

## Семья
С 1989 по 2004 год был женат на Амелии Бэбис (Amelia Victoria Babis), от этого брака у них две дочери.
7 октября 2007 года женился на члене Палаты представителей США Габриэль Гиффордс, которая 8 января 2011 года пострадала в результате покушения на неё в родном городе Тусон. В связи с этим инцидентом были сомнения в способности Марка Келли возглавить STS-134, но позже его статус был подтверждён.
Во время пребывания Келли в космосе Габриэль Гиффордс перенесла тяжёлую хирургическую операцию. В связи с этим Европейское космическое агентство и Итальянское космическое агентство договорились о переговорах Папы Бенедикта XVI с астронавтами МКС. 21 мая 2011 года Папа впервые говорил с астронавтами, находящимися в космосе.

## После полётов в космос
21 июня 2011 года Келли объявил о своём намерении покинуть корпус астронавтов НАСА и военно-морской флот США в связи с необходимостью помогать жене в выздоровлении после ранения.
В январе 2013 года Келли и Гиффордс создали комитет политических действий под названием «Американцы за ответственные решения». Миссия организации заключалась в продвижении решений среди выборных должностных лиц и широкой общественности. Келли и Гиффордс заявили, что поддерживают Вторую Поправку к Конституции, выступая за ответственное владение оружием и «недопущение оружия в руки опасных людей, таких как преступники, террористы и психически больные».
«Американцы за ответственные решения» в 2016 году объединились с «Юридическим центром по предотвращению вооружённого насилия» в организацию, известную теперь как Giffords.
В марте 2012 года компания SpaceX объявила об участии Келли в составе независимой консультативной группы экспертов по безопасности космических полётов.
3 ноября 2020 года победил с результатом 51,2 % на дополнительных выборах в Сенат США от Аризоны ветерана военно-воздушных сил республиканку Марту Максалли и 2 декабря 2020 года вступил в должность.
8 ноября 2022 года был переизбран в сенат на очередных выборах, набрав 51,40 %.
После выдвижения Камалы Харрис в президенты США в 2024 году рассматривался как потенциальный кандидат в вице-президенты.